# Granica mongolsko-rosyjska
Granica mongolsko-rosyjska – granica międzypaństwowa pomiędzy Mongolią i Rosją. Począwszy od trójstyku z Chinami na zachodzie do trójstyku na wschodzie, ciągnie się na długości 3452 km. Jest to siódma pod względem długości granica świata.

## Kształtowanie się granicy
Granica ukształtowała się w dniu 29 grudnia 1911 roku, po ogłoszeniu przez Mongolię niepodległości.

### Rosyjskie tereny przygraniczne
- Ałtaj
- Tuwa
- Buriacja
- Kraj Zabajkalski